# Sarektjåkkå
Sarektjåkkå est une montagne de Suède. Situé dans le parc national de Sarek, il est par l'altitude le deuxième sommet du pays.

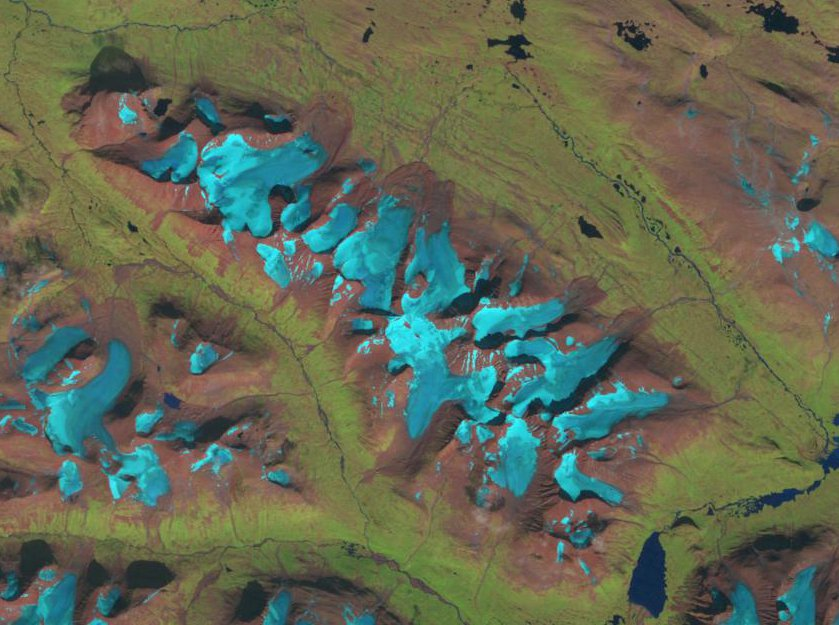
Le massif et ses glaciers, vus du ciel.